# Sergej Monja
Sergej Aleksandrovič Monja (rus. Сергей Александрович Моня) (Saratov, Rusija, 15. travnja 1983.) je ruski košarkaš i nacionalni reprezentativac. NBA draftu 2004. izabrali su ga Portland Trail Blazersi u prvoj rundi (23. pick ukupno). Monja igra na pozicijama šutera i krila.

## Karijera

### Klupska karijera
Monja je košarkašku karijeru započeo 1999. u lokalnom klubu Khimik Engels. Iako su ga 2004. draftirali Portland Trail Blazersi, Monja se pridružio momčadi tek su sezoni 2005./06. Dotad je nastupao za CSKA Moskvu. Monja je u NBA-u igrao svega jednu sezonu, prije nego što se vratio u Rusiju.
Za Portland je nastupio u 23 utakmice te je imao prosjek od 3,3 koša te 2,2 skoka u prosječno 14,6 minuta po utakmici. 23. veljače 2006. Monja i ukrajinski centar Vitalij Potapenko iz Seattle SuperSonicsa, su mijenjani za krilnog centra Sacramento Kingsa, Briana Skinnera. Bio je to tzv. trade triju momčadi. Monja je u Sacramentu odigrao svega tri utakmice te je zbog toga napustio klub 28. srpnja 2006.
Povratkom u Rusiju, Monja je potpisao za Dinamo Moskvu za koju i danas nastupa.

### Reprezentativna karijera
Sergej Monja je od 2003. stalni reprezentativac ruske košarkaške reprezentacije. S Rusijom je dosad nastupio na 6 velikih natjecanja - 4 Europska prvenstva te jednoj Olimpijadi i Svjetskom prvenstvu. Najveći reprezentativni uspjeh ostvario je 2007. kada je Rusija na Europskom prvenstvu u Španjolskoj postala europski košarkaški prvak.

## NBA statistika
| Godina    | Klub       | Odig. uta. | Uta. poč. | Min. | 2P%  | 3P%  | Sl. bac.% | Skok. | Asist. | Ukr. lop. | Blok. | Koševa |
| --------- | ---------- | ---------- | --------- | ---- | ---- | ---- | --------- | ----- | ------ | --------- | ----- | ------ |
| 2005./06. | Portland   | 23         | 15        | 14.6 | .341 | .273 | .667      | 2.2   | .8     | .3        | .2    | 3.3    |
| 2005./06. | Sacramento | 3          | 0         | 2.3  | .000 | .000 | 1.000     | .3    | .0     | .3        | .0    | .7     |
| Ukupno    |            | 26         | 15        | 13.2 | .333 | .265 | .714      | 2.0   | .7     | .3        | .1    | 3.0    |

## Vanjske poveznice
- Informacije o igraču na NBA.com
- Profil igrača na stranicama Eurocupa
- Statistika igrača
- Profil igrača na stranicama Eurobasketa 2009.  Arhivirana inačica izvorne stranice od 13. kolovoza 2011. (Wayback Machine)